# Stazione di Bioggio
La stazione di Bioggio è una stazione ferroviaria posta sulla linea Lugano-Ponte Tresa. Serve il centro abitato di Bioggio.

## Storia

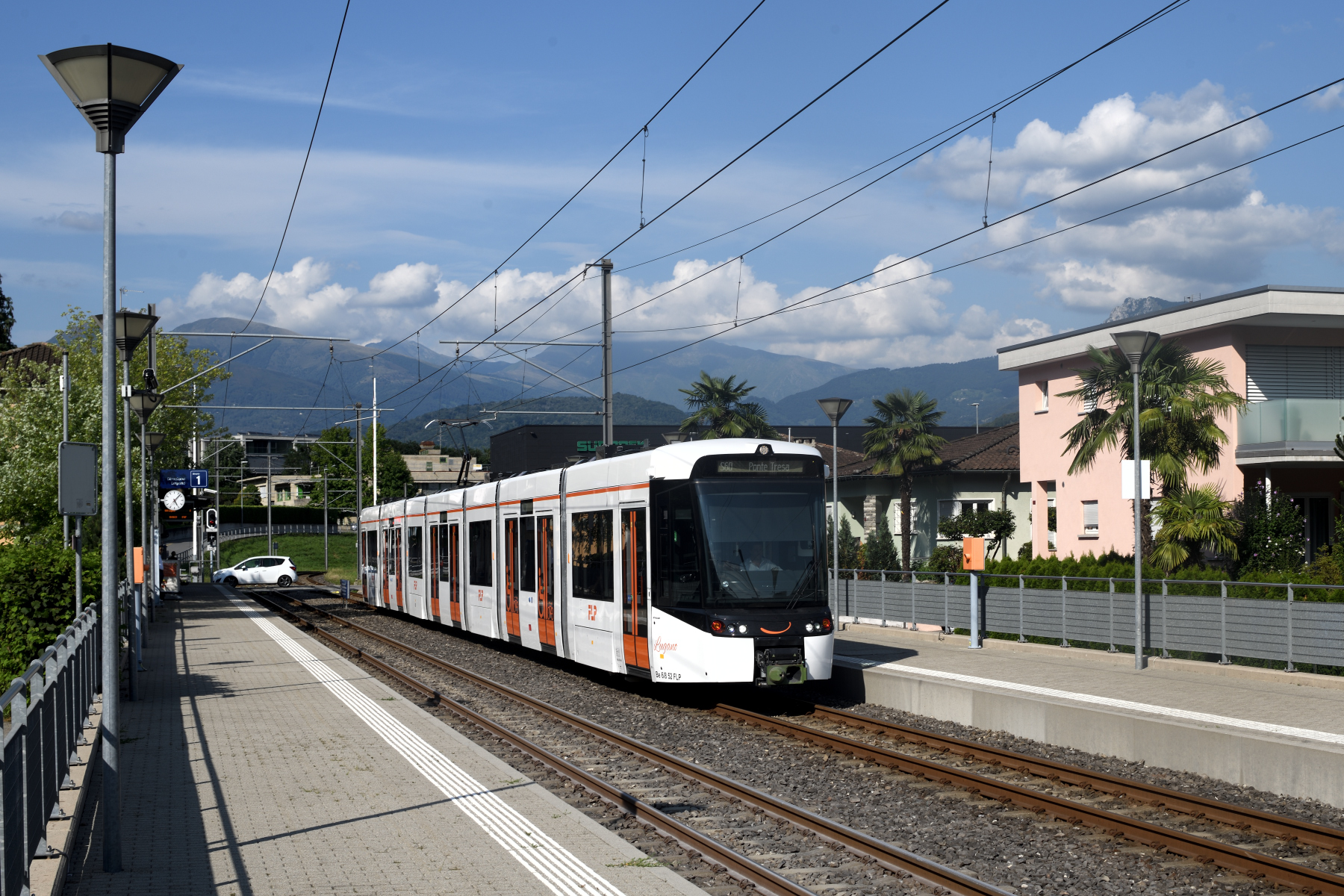
Il Be 6/8 in partenza dalla stazione alla volta di Lugano.

Nel 1908, il comitato per la tranvia elettrica, sorto per iniziativa dell'avvocato Luigi Balestra e dell'ingegner Tullio Rusca, aveva chiesto l'impiego della strada cantonale per collegare il paese di Bioggio a Lugano, ma l'iniziativa si scontrò con il preesistente comitato della ferrovia Lugano-Ponte Tresa. L'anno dopo, i due comitati unirono gli sforzi e il tracciato della ferrovia fu fatto passare anche da Bioggio.
La stazione fu aperta al servizio pubblico il 5 giugno 1912 assieme alla linea.
Nell'autunno 2005 iniziarono i lavori per il prolungamento del raddoppio di binario fino alla stazione di Serocca che si conclusero nell'autunno del 2007.

## Strutture e impianti

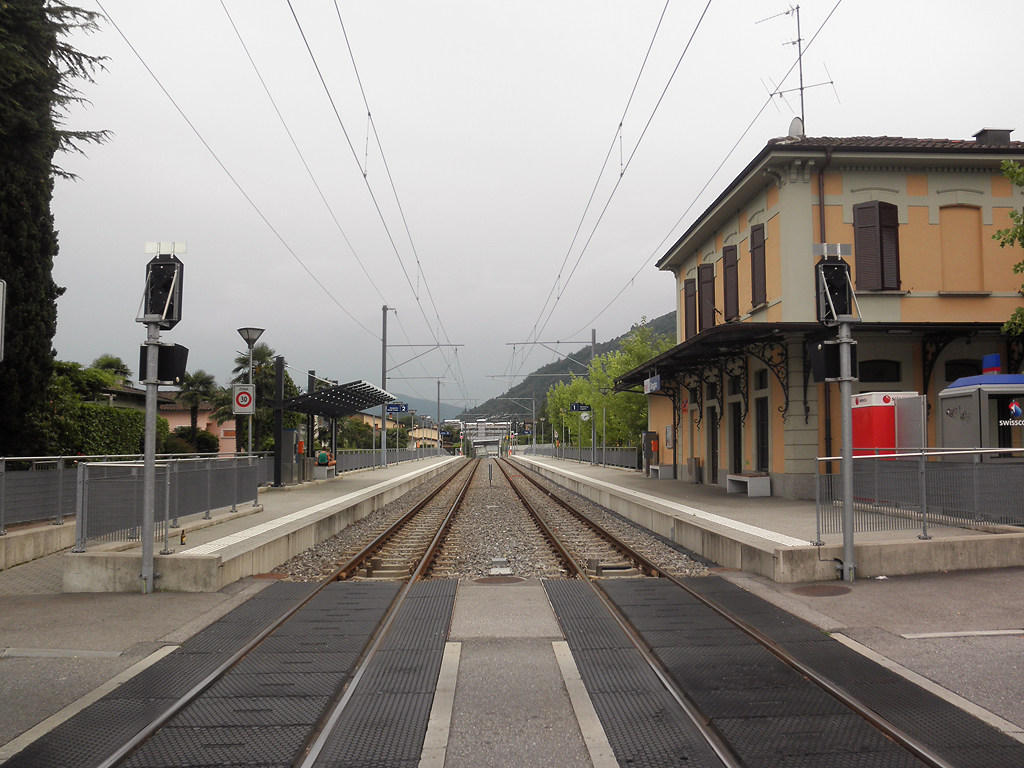
Il piazzale binari

Il fabbricato viaggiatori è un edificio a due piani dello stesso stile delle stazioni di Agno e di Magliaso. Addossato alla costruzione principale, si trova l'edificio a un piano che ospita le ritirate.
Il piazzale è dotato di due binari serviti da due banchine laterali non collegate tra loro.

## Movimento
La stazione è servita dai treni della linea S60 della rete celere ticinese, cadenzati a frequenza di quindici minuti, nei giorni feriali, e di trenta, in quelli festivi.

## Servizi
- Biglietteria automatica